# Titelberg
Le Titelberg, ou Tëtelbierg (francique luxembourgeois : Tietelberch), est une colline située non loin du village de Lamadelaine, dans la commune de Pétange, dans le Sud-Ouest du Luxembourg, et culminant à 397 mètres d'altitude. Elle s'étend sur 50 hectares et domine la vallée de la Chiers au nord.
Il abrite un site archéologique faisant partie du site du Fond-de-Gras. Il comprend un oppidum celte auquel a succédé un vicus gallo-romain. Le Titelberg aurait été l’oppidum principal du peuple des Trévires parmi les six connus à ce jour, à savoir : Donnersberg, Kastel, Martberg, Otzenhausen et Wallendorf. 
C'est également le nom de la mine qui existait autrefois à proximité du site, à l'âge d'or de la sidérurgie dans la région, aux XIXe et XXe siècles. L'effondrement des galeries de cette ancienne mine de minerai de fer est aujourd'hui visible en surface, notamment sur les flancs de l'oppidum couverts d'une dense végétation, et de nouveaux effondrements menacent potentiellement le site. Ces perturbations du sol constituent également des obstacles à certaines techniques de prospections archéologiques.  

## Étymologie
L'origine du nom Titelberg demeure encore incertaine. Contrairement à la croyance locale (le site ayant été longtemps considéré comme un emplacement militaire romain), il ne proviendrait ni de l'empereur romain Titus, ni de l'empereur des Gaules Tétricus. Titel-berg signifiant étymologiquement "mont-du-titre" en allemand, il ferait vraisemblablement référence à une inscription remarquable jadis présente sur le site mais aujourd'hui disparue. 
D'autres interprétations ont néanmoins été proposées en ne considérant une origine germanique que pour -berg et en cherchant une signification gauloise pour le début du nom. Ainsi, il peut être interprété comme étant le mont du dieu Teutatès. Néanmoins, le mot gaulois Teth signifiant sommet ou mamelle, Titelberg pourrait simplement exprimer un mont ou un mont sur lequel se trouve une source d'eau vive.  

## Historique du site
Les plus anciennes traces d'occupation humaine sont celles des oppida de la tribu celte des Trévires, arrivés selon toute vraisemblance à la fin du IIe siècle av. J.-C. On retrouve encore régulièrement des pièces de monnaie celtes de l'époque, prouvant les relations commerciales importantes qu'entretenait cette tribu d'artisans dont la richesse était basée sur les ressources minières de son sol,. Plus de 700 monnaies ont été retrouvées sur le site.
Des relations commerciales intenses unissent l’oppidum avec les régions méditerranéennes, ce que démontre la présence d’un important mobilier d’importation découvert sur le site ainsi que divers ateliers indigènes dont les capacités de production surpassaient largement les besoins du site. Ces relations ne seront pas démenties après la Guerre des Gaules dont le Titelberg ne semble pas avoir souffert.  
Bien au contraire, l'installation d'un établissement commercial romain, daté par dendrochronologie à 38 avant J.-C. (+/- 5 ans), a contribué à renforcer ces relations commerciales et le pouvoir économique du Titelberg. Situé sur la partie occidentale de l'oppidum, il était vraisemblablement entièrement isolé du reste de l'oppidum par un fossé de palissade. Des légionnaires ou auxiliaires romains seront vraisemblablement stationnés sur l'oppidum, comme le laisse supposer le mobilier découvert, mais leur fonction exacte sur le site est inconnue. Les modalités d'occupation d'oppida par les troupes et des commerçants romains après la Guerre des Gaules restent largement méconnues ; les fouilles en cours sur le site (2015 - ) pourraient permettre d'en apprendre davantage en ce qui concerne le Titelberg.  
Plus globalement, tout le site du Titelberg se verra transformer au fil des siècles, connaissant un âge d'or durant quelques décennies après la Guerre des Gaules, avant de connaître le déclin avec la fondation de la ville de Trèves et d'autres vicus (Arlon, Dalheim, Mamer) dans ses environs ainsi que l'éloignement par rapport au nouveau réseau de routes commerciales, et enfin à cause des invasions barbares de la seconde moitié du IIIe siècle qui aboutira à un abandon total supposément au début du  IVe siècle.

## Topographie
L'oppidum est naturellement défendu par des versants abrupts de 100 mètres de dénivelé ; seul l'isthme avec le plateau de Differdange situé au sud-est constitue son point faible. C'est sur ce dernier qu'un rempart de barrage sera édifié. Il comprendra 5 phases dont les 2 premières dateraient de la Tène ancienne. La quatrième phase, un murus gallicus datant de la Tène finale, ne se limite plus au seul rempart de barrage mais ceinture l'oppidum sur environ 2700 mètres, délimitant une surface fermée de 43 hectares. La destruction rapide du murus gallicus amène à la construction d'un rempart parementé (phase 5) également sur le pourtour de l'ensemble du site au cours de la Tène finale. L'oppidum du Titelberg appartient donc à la catégorie des éperons barrés avec rempart de contour. Ce rempart de contour avait moins une fonction défensive que symbolique, soulignant la frontière entre monde urbain et rural, et ostentatoire, car construit pour partie en pierres, matériau rarement employé dans les autres types de constructions.
À l'époque celtique, l'oppidum était divisé en deux parties distinctes, une zone d'habitat et une zone publique. Cette démarcation était matérialisée sur sa plus grande longueur par un fossé doublé d'un rempart monumental en briques crues long d'environ 300 mètres et contemporain du murus gallicus. Des fossés de palissade formaient les extrémités de cette démarcation et s’appuyaient sur le rempart de contour isolant ainsi totalement l'espace public du reste de l'oppidum. Une voie principale reliait les deux portes de l'oppidum.     
L'espace public dévolu aux activités politiques, économiques et religieuses et largement dépourvu de constructions à l'époque celte était propice aux larges rassemblements publics. Il accueillait également des foires aux animaux et plus particulièrement des bovins. La zone de l'espace public située sur le point le plus haut de l'oppidum comprenait néanmoins des édifices successifs dont les fonctions exactes demeurent inconnues pour certaines phases. La première phase est un ensemble de couloirs palissadés dont la fonction est inconnue. Les hypothèses avancées sont des structures de vote, de canalisation de foule ou destinées à accueillir le bétail lors des foires. La seconde phase est une structure monumentale de type basilique romaine à trois nefs. Cette structure était parfaitement alignée dans l'axe des deux portes de l'oppidum de sorte qu'elle était visible dès l'entrée dans l'oppidum. Un puits d'une trentaine de mètres de profondeur (dont la plus ancienne datation possible est de 105 av. J.-C.) a également été mis au jour dans cette zone.     
Si l'on considère que les oppida étaient avant tout d'importantes places politiques et religieuses pour les tribus celtes, celles-ci représentaient également un lieu attractif de négoce pour les artisans et marchands qui se sont progressivement installés dans la partie domestique. Le site du Titelberg était de plus idéalement placé sur les routes commerciales naturelles de l'époque et ses sous-sols riches en minerai de fer, calcaire et argile. L’habitat, stéréotypé et construit en matériaux légers sur poteaux, s’organise de part et d'autre de la voie principale. Les maisonnées étaient équipées de foyers, de matériel de mouture, de réserves à provisions et parfois de fours, ainsi que de systèmes de collecte et d'évacuation des eaux de pluie.    
Contemporainement à la fondation de la ville de Trèves, la séparation entre zone domestique et publique sera supprimée par le comblement du fossé de partition de l'oppidum aux alentours de 20 av. J.-C. Les édifices publics sont démontés et l'espace public disparaît ou, à tout le moins, perd sa monumentalité. L'établissement commercial romain semble également volontairement détruit après une vingtaine d'années d'utilisation. Le site conserve malgré tout une activité économique certaine et un habitat dense se développe. Les structures d'habitat sont maintenant construites sur des sablières avec des caves en pierres sèches. Par manque d'entretien, on suppose que le rempart de contour s'est effondré au fil du temps, faisant du site un vicus gallo-romain ouvert. L'habitat ainsi que les ateliers de production s'étendent progressivement sur l'ensemble du site, ancien espace public compris. Un atelier de verrier datant du IIIe siècle a également été découvert sur l'extrémité nord du site. Le vicus comprend une voie principale qui reprend approximativement le tracé de l'ancienne voie qui reliait les deux portes de l'oppidum celtique ; des voies secondaires perpendiculaires à la voie principale sont également construites. Les rites funéraires se simplifient également et se romanisent comme l'ont montré les fouilles dans la nécropole orientale, gallo-romaine du vicus. Remarquablement, un fanum de taille conséquente au regard du site est érigé vers le milieu du IIe siècle à la place des anciens édifices publics. Il sera partiellement détruit lors des premières invasions barbares en 275/276 apr. J.-C., puis fortifié et transformé en burgus.

## Historique des fouilles
Le site a été longtemps considéré comme l'emplacement d'un camp romain qui y persista plus de 450 ans, croyance fondée sur les époques des monnaies retrouvées lors du labourage des sols et les vestiges de fortifications. Aujourd'hui, à la suite des campagnes de fouilles, nous savons qu'une présence romaine permanente sur l'oppidum se limita à quelques décennies au cours de la seconde moitié du Ier siècle av. J.-C.
Mentionné depuis le XVIIe siècle, le site est remarquable par la richesse de son mobilier archéologique mais n'a pendant longtemps fait l'objet que de prospections d'archéologues amateurs. Ce manque d'intérêt l'a cependant protégé des méthodes de fouille archéologique qui n'étaient pas encore au point au XIXe siècle. Le premier chantier archéologique en 1959 marque le début d'un processus de compréhension systématique du site qui est toujours en cours en 2017 :
- 1907 : première fouille menée sur le site mais de très petite envergure, découverte de structures d'habitat gallo-romain dans l'ancien espace public gaulois ;
- 1927 : découverte d'un atelier de verrerie ;
- 1968 - 1985 : fouilles du secteur d'habitat au centre du plateau ;
- 1976 : prospections aériennes lors de la grande sécheresse et découverte du fossé de partition ;
- 1980 - 1983 et 1986 : fouilles de coupes dans le rempart de barrage et de contour ;
- 1986 - 1989, 1997 - 2001, 2011 - 2012 et 2012 - 2015 : excavations de différentes sections du fossé de partition ;
- fin des années 1980 : prospections géo-électriques de la partie méridionale de l'espace public ;
- 1991 - 1993 : fouilles de sauvetage de la nécropole gauloise et augustéenne de Lamadelaine située sur le flanc nord-ouest de l'oppidum ;
- 1995 - 2002 : fouilles de l'espace public situé dans la partie orientale ;
- 1994 : relevé géomagnétique d'une grande partie du site;
- 1998 : sondage d'une portion du fossé délimitant la zone romaine ;
- 2002 - 2007 : fouilles de la nécropole orientale, gallo-romaine, à proximité immédiate du rempart de barrage ;
- 2003 - 2006 : fouilles d'un ensemble à l'extérieur du rempart de barrage découvert lors de la fouille de la nécropole gallo-romaine, avec une fonction probablement cultuelle compte tenu de sa proximité avec cette nécropole mais difficilement datable ;
- 2003 - 2008 : fouilles d'un établissement commercial romain dans la partie occidentale du site, découverte de mobilier militaire d'origine romaine et germanique pouvant suggérer la présence d'un camp militaire à proximité. La finalité exacte de cette présence militaire attestée demeure inconnue ;
- 2005 : sondage d'une nouvelle portion du fossé délimitant la zone romaine ;
- 2006 : relevé LIDAR du site et de ses alentours ;
- 2011 : prospections aériennes ;
- 2015 - : fouilles de l'enclave commerciale romaine de l'oppidum.

Seules certaines parties de l'espace public et du secteur d'habitat ainsi que l'espace cultuel ont fait l'objet d'une restauration ou reconstitution et sont aujourd'hui visibles. Les autres zones de fouilles ont été recouvertes à l'exception d'une section fouillée de la partie nord du fossé de partition.
Les fouilles des nécropoles et le mobilier funéraire ont permis d'en apprendre davantage sur les différents et nombreux métiers exercés sur le site et de confirmer les résultats des fouilles.  
En 2011 - 2012, le Titelberg a été mis à l'honneur à l'occasion d'une exposition temporaire au Musée National d'Histoire et d'Art du Luxembourg. Quatre maquettes montrant l'évolution de la zone cultuelle et de ses édifices étaient exposées (même si cette zone a connu plus que quatre phases) ainsi que des fragments de blocs équarris et un chapiteau d'une colonne appartenant au fanum. Une autre salle d'exposition était consacrée au mobilier funéraire des nécropoles du site.
Différents sites archéologiques ont également été mis au jour dans les environs du Titelberg dont : 
- la villa gallo-romaine de Goeblange en 1964 (49° 40′ 39″ N, 5° 58′ 46″ E) ;
- les tombes artistocratiques de cavaliers trévires de Goeblange-Nospelt au lieu-dit du Scheierheck en 1966 (49° 40′ 51″ N, 5° 59′ 08″ E) ;
- et la chambre funéraire de Clemency en 1987 (49° 35′ 11″ N, 5° 53′ 09″ E), la plus grande chambre funéraire celtique connue à l'heure actuelle.